# Museo d'arte e scienza
Il Museo d'Arte e Scienza di Milano, a due passi dal Castello Sforzesco, nasce nel 1990, per volontà del fisico tedesco Gottfried Matthaes.

## Descrizione
Ospita importanti collezioni d'Arte buddhista e africana ed una sezione didattica dedicata a Leonardo Da Vinci, ma il suo fiore all'occhiello è il percorso sul riconoscimento dell'autenticità nell'arte e nell'antiquariato.
Ogni sala affronta un tema fondamentale: dalla pittura su tela e su legno alla ceramica da scavo, dai mobili d'antiquariato all'ambra e all'avorio, dagli argenti alle stampe e ai libri antichi, dagli arazzi ai tappeti, spiegando per ciascun argomento quali sono le caratteristiche che aiutano a riconoscere l'oggetto autentico da quello falso. Numerose sono inoltre le "test station", postazioni con microscopi, lenti d'ingrandimento, lampade speciali a disposizione per i visitatori per effettuare prove pratiche. La didattica del museo prevede inoltre un percorso speciale dedicato ai bambini.
Altra particolarità del Museo d'Arte e Scienza è la presenza al suo interno di un laboratorio scientifico, visitabile su richiesta, dove vengono utilizzate le moderne strumentazioni che permettono di analizzare, studiare e datare la materia di cui sono fatti gli oggetti d'arte.
La collezione d'arte buddhista si distingue per il numero e la qualità degli oggetti provenienti dalla Birmania e dalla Thailandia tanto da farla diventare la più importante raccolta italiana d'area indocinese.
La collezione d'arte africana raccoglie invece oggetti soprattutto dalle regioni centro occidentali dell'area Sub-sahariana con oggetti di rara qualità provenienti dal Mali, dalla Costa d’Avorio e dalla Nigeria. A Leonardo Da Vinci sono invece dedicate due mostre didattiche: una al suo "Trattato della pittura", l'altra ai "vent'anni trascorsi a Milano". Il Museo è tradotto nelle principali lingue europee e dotato di testi in Braille. La sala conferenze "Sala degli Arazzi" ospita moltissimi eventi, presentazioni, conferenze ed eventi musicali. Le sale Leonardo al piano superiore ospitano mostre temporanee e corsi d'arte.

## Storia
Sebbene aperto nel 1990, le origini del museo sono molto più antiche: il suo fondatore, infatti, nacque a Dresda, in Germania, nel 1920 da una famiglia di antica tradizione artistica che nel 1906, grazie ai coniugi Matthaes – Kurau aprì a Dresda, allora centro dell'arte moderna europea, una scuola di pittura che successivamente fu trasferita a Berlino dove rimase attiva fino al 1936. La ricerca di nuove ispirazioni da parte degli artisti di quel periodo spiega la raccolta di alcune collezioni di cui si avvalse la scuola per uso didattico. Parte di tali collezioni sono ora esposte in questo museo, come quella di ceramica greco-romana, dichiarata dal Ministero dei Beni Culturali di eccezionale interesse storico-artistico.
Gottfried Matthaes, oltre che acuto scienziato, fu un appassionato collezionista e non perse l'occasione, durante i suoi numerosi viaggi di lavoro, di raccogliere raffinati oggetti d'arte provenienti da molte parti del mondo. Nel 1990, cessata l'attività dedicata ai circuiti stampati, e mosso dal delicato tema dell'autenticità nell'arte, acquistò un'area di Palazzo Bonacossa, in piazza Castello a Milano, dove fondò il museo con il nome iniziale di "Musei Didattici per il riconoscimento del falso". Grazie alla sua formazione scientifica, nel 1992 brevetta un sistema innovativo per la datazione di oggetti in legno: la datazione con spettroscopia infrarossa.
Nel 1993 il Museo prende il nome "Museo del Collezionista d'Arte" a sottolineare il suo esclusivo scopo di insegnare al collezionista di un oggetto d'arte a riconoscere un pezzo autentico da un oggetto falso attraverso basi oggettive e attraverso lo studio della materia. Nel 1996 il fondatore Gottfried Matthaes viene affiancato nella conduzione dal figlio Peter, dottore in chimica, che prende in mano la direzione del laboratorio scientifico. Poiché Gottfried Matthaes basa tutta la sua filosofia di vita sul connubio tra arte e scienza, il suo cammino evolutivo lo porta nel 2004 a trasformare il nome del Museo in "Museo d'Arte e Scienza". Nel 2010, in occasione dell'inaugurazione della mostra d'arte buddhista, avviene il primo restyling di alcune sale del museo che si conclude nel 2012.